# La Bonne parole (revue)
La Bonne parole est la revue mensuelle de la Fédération nationale Saint-Jean-Baptiste. Fondée à Montréal en 1913 par l’écrivaine et journaliste canadienne-française Madeleine Huguenin, elle permet de diffuser les idéologies de cette organisation féministe et catholique et de partager les activités de toutes les associations qu'elle regroupe, jusqu'en 1958,.

## Histoire

### Contexte de fondation
L’histoire de la revue La Bonne parole est celle du Québec du début du 20e siècle, du féminisme chrétien, et de la presse féminine. À la fin du 19e siècle, l’influence de l’Église s’impose dans les questions sociales. Le clergé, tout comme les penseurs clérico-nationalistes et certaines féministes, défendent alors fermement l’importance de l’institution familiale ainsi que de la vocation d’épouse et de mère que les femmes doivent assumer.
Les premières féministes prennent conscience que leur travail social est ralenti par leurs capacités juridiques et politiques limitées, surtout pour celles qui sont mariées. Elles se heurtent aussi à la méfiance, voire à l’opposition du clergé et des penseurs clérico-nationalistes, dont font partie plusieurs antiféministes. Certains cherchent simplement à préserver les rôles traditionnels des hommes et des femmes, alors que d'autres s’attaquent particulièrement aux combats féministes, comme Henri Bourrassa ou Louis-Adolphe Paquet. Dans l’objectif de réclamer certains droits pour mieux exercer leurs fonctions de mère, et ce malgré les différences entre les sexes, les féministes créent des associations revendicatives.

### Naissance de la revue
La Fédération nationale Saint-Jean-Baptiste est une de ces organisations, fondée en 1907 à Montréal. Elle est destinée à rassembler les femmes canadiennes-françaises et catholiques dans l’optique d'encadrer leurs activités dans la famille et dans la société.
Le 8 janvier 1912, la volonté de créer un organe de presse féministe prend forme au sein de la FNSJB. Le 14 janvier, soit 12 jours plus tard, l’idée est acceptée par les déléguées des associations affiliées. Ensemble, elles décident d’élaborer La Bonne parole, un mensuel de 3 feuilles à un tirage de 1 000 exemplaires. En octobre 1912, la structure administrative de La Bonne parole est déterminée. Le mois suivant, des livrets d’abonnement sont distribués à des Canadiennes françaises catholiques, considérées comme de potentielles membres.

Le premier numéro de La Bonne parole est publié en mars 1913. La revue adopte immédiatement des objectifs de nature intellectuelle, morale et spirituelle. Elle désire favoriser la cohésion entre les membres de la FNSJB et à promouvoir les principes catholiques d’action sociale. La fondatrice, Madeleine Huguenin, présente ainsi la mission de l’organe de la FNSJB dans les toutes premières pages de la publication :
Créer à la Canadienne française un milieu intellectuel où s'affirmeront ses qualités morales, son sens d'énergie, son besoin d'initiative et d'envol, voilà le problème qui passionnait l'esprit dirigeant de la Fédération Nationale Saint-Jean-Baptiste, et devait naturellement lui inspirer la fondation d'une revue féminine.
La revue permet une prise de parole publique des membres du FNSJB qui résulte d’une volonté d’existence sociale. À travers les numéros, le groupe accroit sa visibilité au sein de la société, ce qui favorise ainsi la construction de son identité.

### Suite et fin
Plusieurs directrices se succèdent à la tête de La Bonne parole, telles que Madeleine Huguenin, Albertine Angers, Mme Arthur Gibeault et Yvonne Letellier de Saint-Just : la revue est en constante évolution. Les articles sont majoritairement écrits par des journalistes féminines. Certaines utilisent leur vrai nom ; certaines, leurs initiales, un pseudonyme, et d’autres conservent l’anonymat par crainte d’être discréditées. Leurs textes sont évidemment influencés par le contexte social du Québec du 20e siècle. C’est donc à travers un esprit catholique que les collaboratrices partagent les idéologies, les revendications et les activités du FNSJB.
Après 45 ans d’existence, pour des raisons financières, La Bonne parole diffuse son dernier mensuel en 1958. Au cours de cette période, la revue aura publié 384 numéros, comprenant 7 060 textes de tous genres.

## Alignement politique
Selon Monique Dumais, La Bonne parole produit une certaine image de la maternité en défendant des valeurs de dévouement, de sens moral, de soumission, mais aussi de courage. Motivées notamment par le patriotisme et la religion chrétienne, les rédactrices encouragent les femmes à revendiquer plus d’autonomie et de responsabilités à l’extérieur du foyer, particulièrement en temps de guerre.
Ainsi, idées progressistes et normes traditionnelles se côtoient dans les pages de La Bonne parole, non sans quelques contradictions. Au sujet d’une revue de la même période, La Revue moderne, Jocelyne Valois souligne l’ambivalence de Madeline Huguenin, qui exprime « que l’acceptation – et non la revendication – des nouveaux droits s’accompagne d’une profonde incertitude quant à leur bien-fondé ». Pour ces femmes, « il n’est pas nécessaire de s’éloigner des "devoirs" traditionnels pour jouer un rôle dans la société ». Dumais décrit le féminisme des collaboratrices : la revue « s’inscrit clairement dans la période du féminisme réformiste et catholique qui a prévalu au Québec avant 1960, qui vise à faire accéder les femmes étape par étape aux mêmes droits que les hommes, sans entreprendre une transformation radicale de la société mâle et cléricale ».

### Féminisme maternaliste
L’utilisation du mot féministe pour décrire le contenu suggéré par La Bonne parole est matière à débat. Comme la professeure au département d’histoire à l’UQAM Karine Hébert l’indique, l’alignement de la revue et de son organisation, la FNSJB, en raison de leur militantisme par et pour les femmes, est initialement interprété par les historiens.nes et autres experts.es comme étant féministe. Or, ce qualificatif est remis en question, ou du moins précisé, par le terme maternaliste.

Par maternalisme, il est entendu que des femmes s’engagent en tant que mères ou mères en puissance pour obtenir des droits sociaux et juridiques leur permettant d’étendre leurs responsabilités maternelles de la sphère domestique à la sphère publique. Monique Dumais explique que « le modèle de la mère a été longtemps maintenu au Québec, de façon statique, valorisé jusqu'à l'exaltation pour servir les intérêts de la nation et du pouvoir clérical ». En effet, comme bien d’autres groupes de femmes ayant marqué le début du 20e siècle, les collaboratrices de La Bonne parole revendiquent des droits au nom de la maternité et du rôle qu’elle confère aux femmes. Dans un des numéros de la revue, Marie Gérin-Lajoie, collaboratrice régulière, se range de cet avis en exprimant son rejet de la stricte séparation des sphères domestique et publique:
Hélas! nous ne le savons que trop: le foyer bien clos, c'est une légende sans réalité: tous les foyers ont des fenêtres sur le dehors et quand l'air du dehors est délétère, ceux qui sont dans la maison peuvent en souffrir, ils ne peuvent mourir.
Les femmes qui signent La Bonne parole affirment en quelque sorte que « le privé est politique », pour appuyer l’idée qu’une mère a les compétences nécessaires pour se mêler des affaires publiques.
Certains estiment que féministes et maternalistes sont deux groupes séparés, dont la distinction repose sur leur conception des rapports hommes-femmes, vacillant entre égalité et différence. Le féminisme de la différence (qui caractérise le discours observé dans La Bonne parole), contrairement au féminisme égalitaire, s’appuie sur l’idée d’une nature féminine, liée notamment à la vocation maternelle, complémentaire à la nature masculine. L’idée d’une femme idéale, produite autour de sa relation avec l’homme, constelle les pages de la revue : cette femme est douce, attentionnée, et par-dessus tout dévouée. On peut par exemple lire dans un des numéros que « le dévouement nous a faites ce que nous sommes ». En suivant l’idée que le maternalisme n’est pas féministe, on pourrait conclure que La Bonne parole n’est pas féministe. Certains diront même qu’elle est antiféministe.

### Féminisme chrétien
Si La Bonne parole se positionne autour d’un féminisme maternel, elle est tout autant définie par un féminisme chrétien. Bien que les femmes soient au centre de la rédaction, plusieurs articles de la revue sont aussi signés par des hommes, le plus souvent du clergé. Femmes et Église se partagent donc le discours revendicatif et moral qui encadre la maternité. On peut effectivement lire cette affirmation dans un article de 1926 : « Le Féminisme, tel que les catholiques le conçoivent, est donc éminemment une doctrine de charité et de justice chrétienne ». Non seulement les mères sont invitées à inclure la foi chrétienne dans leur foyer, mais les femmes sont poussées à s’investir dans la vie publique par charité et dévouement. Karine Hébert présente en effet « [l]a restauration sociale sur des bases chrétiennes par le recours à la charité et à l'éducation — autrement dit l'action sociale » comme l’un des objectifs majeurs de la revue et de son organisation. Selon Monique Dumais, les mères et mères en puissance qui lisent La Bonne parole sont encouragées à devenir des saintes et à reconnaître la nécessité de la doctrine catholique. Dans plusieurs articles, l’idéal féminin se personnifie chez la Vierge Marie, qui éclaire la place des femmes dans l’Église à prédominance masculine.

## Quelques journalistes et collaborateurs
- Georgette LeMoyne
- Jeanne Anctil
- Madeleine Huguenin
- Marie Gérin-Lajoie
- Mère Sainte-Anne-Marie
- Séverin Lachapelle
- Thérèse Casgrain
- Yvonne Letellier de Saint-Just